# MusicMight
MusicMight (também conhecido como Rockdetector) foi um site de música rock criado em 2001 que forneceu informações sobre artistas e produtos por meio de um site global e uma série contínua de livros. Com sede na Nova Zelândia, o site foi fundado pelo escritor britânico Garry Sharpe-Young e foi apoiado por uma pequena equipe de escritores internacionais. Sharpe-Young morreu em março de 2010.

## Livros Rockdetector
- Black Metal – setembro de 2001
- Death Metal – setembro de 2001
- Ozzy Osbourne – fevereiro de 2002
- Thrash Metal – outubro de 2002
- Power Metal – fevereiro de 2003
- Doom, Gothic & Stoner Metal – fevereiro de 2003
- 80s Rock – julho de 2003
- Black Sabbath - Never Say Die – 2004
- New Wave of American Heavy Metal – novembro de 2005
- Sabbath Bloody Sabbath - The Battle For Black Sabbath – agosto de 2006
- Thrash Metal - Amended – outubro de 2007
- Death Metal - Amended – abril de 2008